# Euthanasiecentrum Bernburg

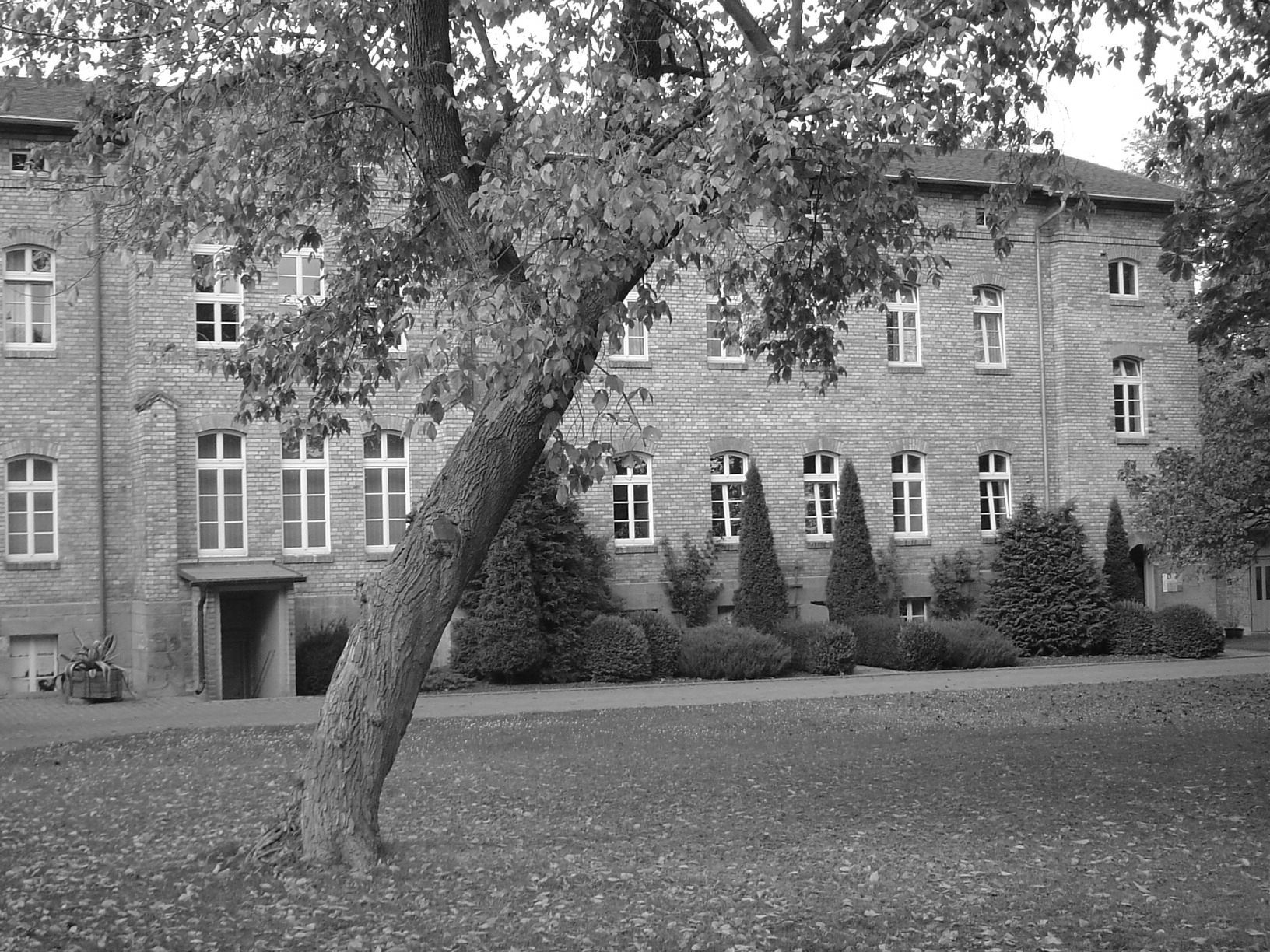
Tötungsanstalt Bernburg

Euthanasiecentrum Bernburg (Duits: Tötungsanstalt Bernburg) was een euthanasiecentrum in Bernburg waar tijdens de Tweede Wereldoorlog 14.384 personen, waaronder zieken, personen met een handicap, psychiatrisch patiënten en concentratiekampgevangenen, werden vergast.

## Achtergrond
Na de machtsovername van Adolf Hitler in januari 1933 werden zieken, personen met een handicap en psychiatrische patiënten beschouwd als Ballastexistenzen ("Ballastlevens") en met 'een leven dat onwaardig was om te leven' (lebensunwert). Zij werden op grote schaal gedwongen gesteriliseerd en vermoord, omdat zij niet pasten in het mens- en maatschappijbeeld van het nationaalsocialisme. In Tötungsanstalt Bernburg werden minstens 62 vrouwelijke en 75 mannelijke patiënten gedwongen gesteriliseerd en 14.384 personen experimenteel gedood. Hier werd de methode ontwikkeld voor de grootschalige moord op honderdduizenden in de vernietigingskampen.

## Organisatie
Tötungsanstalt Bernburg was gevestigd in het Landes-Heil- und Pflegeanstalt Bernburg: een staatssanatorium en psychiatrisch ziekenhuis in de Duitse stad Bernburg. Aanvankelijk werd grootschalige moord op zieken, personen met een handicap en psychiatrische patiënten uitgevoerd in Gasmordanstalt Brandenburg/Havel. Vanaf de zomer van 1940 werd de operatie verplaatst naar Bernburg. Vanaf dat jaar werd het centrum opgedeeld in een behandelcentrum (Anhaltische Nervenklinik) en een instelling voor "euthanasie" (sanatorium en verpleeghuis). De instelling werd geleid door psychiater Willi Enke.

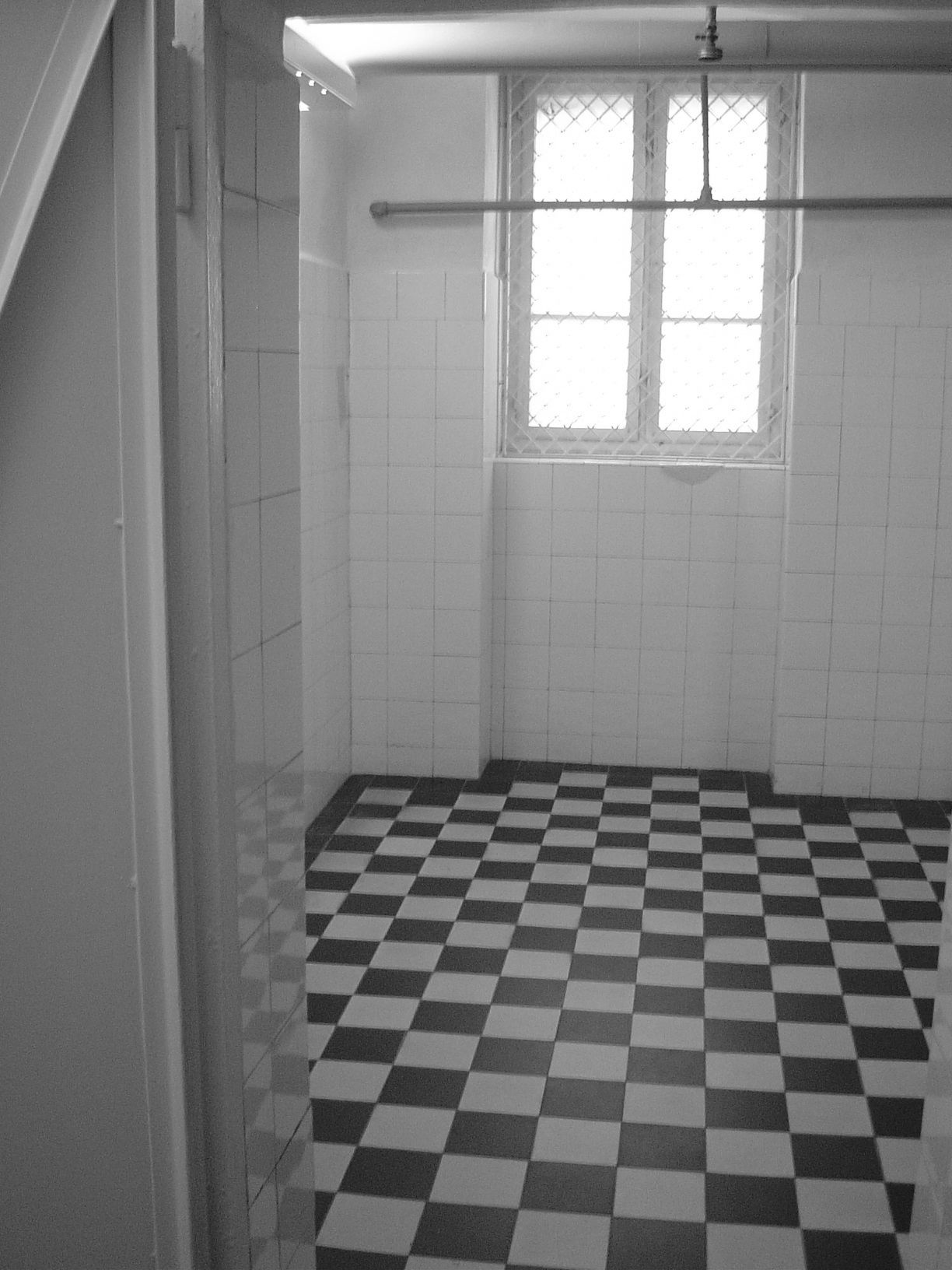
Gaskamer van Tötungsanstalt Bernburg

In de kelder van het mannenhuis werd een ruimte omgebouwd tot een crematorium met twee verbrandingsovens. In de kelder bevonden zich tevens een gaskamer en autopsieruimte. Vanaf november 1940 startten transporten vanuit veertig psychiatrische en zorginstellingen uit diverse delen van nazi-Duitsland. Tussen 21 november 1940 en augustus 1941 werden daar meer dan 9.000 mannen, vrouwen en kinderen in Tötungsanstalt Bernburg vermoord.
Vanaf 1942 werden, in het kader van Sonderbehandlung 14f13 en in het verlengde van het Aktion T4-programma, zieke, zwakke en ongewenste gevangenen uit concentratiekampen naar Tötungsanstalt Bernburg overgebracht. Onder hen bevonden zich Joden, Sinti en Roma, Jehova’s getuigen, zogenoemde 'asocialen', beroepscriminelen en homoseksuelen. Ongeveer 5000 gevangenen uit Buchenwald, Flossenbürg, Groß-Rosen, Neuengamme, Ravensbrück en Sachsenhausen werden hier tussen 1942 en de zomer van 1943 vergast. In de zomer van 1943 werd Tötungsanstalt Bernburg opgeheven. In totaal werden in Tötungsanstalt Bernburg tussen 1940 en 1943 14.384 personen vergast met koolmonoxide.

## Bekende slachtoffers
- Rosa Manus
- Mary Pünjer

## Gedenkplek
In 1952 plaatste het Verband der Verfolgten des Nationalsozialismus symbolisch een urn in de voormalige gaskamer. In 1982 werd een gedenkplaats opgericht in de kelder, maar deze was niet toegankelijk voor publiek. In september 1989 werd een gedenkplaats opgericht, die zich bevindt in het Wilhelm Griesinger-gebouw. Sinds 2007 maakt het monument deel uit van de Stiftung Gedenkstätten Sachsen-Anhalt.
Nazi-eugenetica ·
Arisch ras ·
Rassenhygiëne · 
Voorouderonderzoek ·
Onderzoeksinstituut voor Rassenhygiëne en Bevolkingsbiologie 

Rassenpolitisch Amt ·
Übermensch ·
Untermensch ·
Germanisering ·
Lebensraum ·
Völkische Bewegung ·
Volksgemeinschaft ·
Blut und Boden
Rassenwetten van Neurenberg ·
Ariërverklaring ·
Niet-Joodverklaring ·
Sterilisatiewet
Lebensborn ·
Moederkruis ·
Kinderontvoeringen door nazi-Duitsland ·
Hilfswerk Mutter und Kind
Euthanasie in nazi-Duitsland ·
Aktion T4 ·
Sonderbehandlung 14f13 ·
Generalplan Ost
Euthanasiecentrum Bernburg · Euthanasiecentrum Brandenburg · Euthanasiecentrum Grafeneck 

Euthanasiecentrum Hadamar · Euthanasiecentrum Hartheim ·  Euthanasiecentrum Sonnenstein